# Hacienda del Chequén

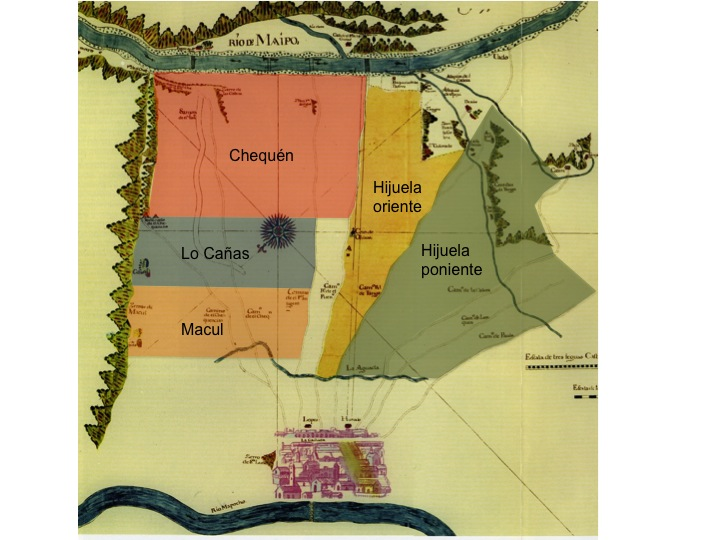
Esquema del Llano del Maipo y tierras de Macul, lo Cañas y Chequén. En rojo se destaca la hacienda del Chequén o Peral (actual comuna de Puente Alto) de la Compañía de Jesús, en plomo la Hacienda de Lo Cañas, en naranja la Hacienda de Macul, en amarillo y verde hijuelas oriente y poniente de las Tierras de Lepe o Llano del Maipo. Orientación geográfica: a mano izquierda del plano el oriente y a mano derecha el poniente.

La hacienda del Chequén, denominada posteriormente hacienda del Peral[cita requerida], era una enorme extensión de terreno ubicada al suroriente de Santiago de Chile y propiedad de la Compañía de Jesús.

## Ubicación
Sus límites exactos eran[cita requerida]: al oriente la cordillera de los Andes, al poniente el camino real del Puente Nuevo del Maipo (actual avenida Santa Rosa), al sur el río Maipo y al norte la chacra de Lo Cañas. En las mensuras de Ginés de Lillo se le denomina tierras del Arrayán.

## Origen e historia
Estas tierras derivan de una antigua posesión de don Juan Jufré y Montesa denominada del Arrayán ubicadas al sur de las tierras de Macul. Don Juan Jufré y Montesa unificó estas tierras pasando a mediados del siglo XVII a manos de don Diego de Jaraquemada y Solorzano. Gran parte de las tierras de Macul fueron adquiridas a fines del siglo XVIII por la familia de don Nicolás José Gandarillas y Romero (posteriormente chacra de Macul y viña de don Matías Cousiño). La parte meridional de las tierras de Macul fue adquirida en la primera mitad del siglo XVIII por don Pedro José de Cañas Trujillo (posteriormente denominadas chacra de lo Cañas)[cita requerida]. Las tierras del Arrayán o Chequén fueron adquiridas por la Compañía de Jesús a fines del siglo XVII. En manos de los padres jesuitas estas tierras pasaron a denominarse Hacienda del Peral[cita requerida]. Tras la expulsión de los jesuitas del reino de Chile en 1767 estas tierras fueron adquiridas por los hermanos don Manuel y don Juan de Dios Mena y Oteíza[cita requerida]. Finalmente a mediados del siglo XIX los herederos de los hermanos Mena enajenaron estas tierras a múltiples propietarios formándose sectores que aún conservan sus nombres[cita requerida].

## Modernidad
La hacienda del Chequén o Peral es el principal origen de las tierras de la comuna de Puente Alto y una pequeña parte de las tierras de la comuna de la Pintana[cita requerida]. Varios nombres de su subdivisión en fundos más pequeños a fines del siglo XIX aún se conservan[cita requerida]. Por ejemplo los fundos nombrados: los Toros, el Peñón, la Platina (actualmente en manos de la Universidad de Chile), San José de la Estrella, las Nieves, los Bajos de Mena, los Quillayes, y otros, aún persisten como denominaciones de amplias zonas al oriente del camino real del Puente Nuevo del Maipo o actual avenida Santa Rosa.